# Třetí pětiletka (Albánie)
Třetí pětiletka probíhala v Albánii v letech 1961 – 1965. Jednalo se o ekonomický plán komunistického vedení země, který počítal především s intenzivním rozvojem průmyslu a energetiky. Realizován byl v období roztržky mezi Albánií a Sovětským svazem. 
Třetí pětiletý plán byl oznámen na zasedání albánské Strany práce (jediné povolené strany v komunistické Albánii) v roce 1961. Počítal s výstavbou několika vodních elektráren a oceláren. Nevyhnul se však chybám předchozích dvou pětiletých plánů, které alokovaly ohromné prostředky na stavbu průmyslu, zatímco zcela zanedbávaly zaostalé zemědělství. Na rozšiřování lomů a budování továren bylo zajištěno celkem 4x tolik peněz, než co bylo investováno do mechanizace zemědělství. Počítal s vzrůstem průmyslové výroby o 52 %.
Dalším problémem při realizaci tohoto plánu byly vzájemné vztahy se Sovětským svazem. SSSR zamýšlel zapojit Albánii do své ekonomické soustavy především jako zdroj tropického ovoce a turistickou destinaci, což považovalo albánské komunistické vedení za urážku.[zdroj?] Albánští komunisté upřednostňovali průmyslovou výrobu; ohledně strojů a náhradních dílů však byli zcela odkázáni na dovoz ze zemí východní Evropy a SSSR. Poté, co však byly ekonomické vztahy zpřetrhány hrozilo, že by plán nemohl být naplněn. Mezinárodní obchod se kvůli závislosti země na Východním bloku v podstatě zastavil. Vláda v Tiraně musela přijmout přísná úsporná opatření ve snaze zabránění kolapsu; vláda vyzývala obyvatelstvo k obecnému snižování spotřeby. V Moskvě dlouhodobě zájem Albánie stát se v průmyslové výrobě samostatnou zemí dlouhodobě kritizovali.
Na poslední chvíli albánští komunisté získali financování pro dokončení třetího pětiletého plánu z Čínské lidové republiky. Pro Čínu se jednalo o rekordně vysokou půjčku; dokázala si tím nicméně zajistit dobrou pozici v Albánii, která ji mohla sloužit jako vhodné předmostí do Evropy. I když Číňané zajistili 90 % dodávek požadovaného zboží, dodávky byly zaslány pozdě a velmi často se jednalo o jinou technologii a stroje, než byly potřebné.